# Soluto de Ringer
Soluto de Ringer, Ringer, Ringer-lactato, cristalóides são soluções isotônicas ao plasma sanguíneo, formadas por eletrólitos ou moléculas de pequenas dimensões sem carga formal. Podem conter sódio, potássio, cálcio, magnésio, cloreto, glicose e tampões, como acetato ou citrato, para manter as condições mais próximas as do sangue. É diferente do Ringer Simples (SF, potássio e cálcio).
Seu uso principal é diluir o sangue, em casos onde há perda deste, de modo a evitar o choque hipovolêmico. Como dilui o sangue, vai apenas facilitar a circulação das hemácias existentes quando o paciente está hipovolêmico/ hipotenso e, assim, melhora a oxigenação. Isso fará com que o hematócrito diminua, mas não quer dizer que o quadro do paciente piora, o que é um erro comum. Quando se faz necessário o aumento de hemáceas,ou seja, no paciente com elevados níveis de lactato e hipóxia, é recomendado transfusão sanguínea.
É utilizado também como principal diluidor do sangue, em casos de hematomas sérios, em vez do sangramento cirúrgico dos mesmos.
Demonstra-se extremamente eficaz reduzindo o hematoma, normalmente em 10% a cada 24 horas, dependendo do tipo de fisionomia do paciente.
Deve ser unicamente administrado por profissionais de saúde.
Este soluto também pode ser usado para certas preparações na microscopia óptica, para realçar alguns componentes da célula, como a parede celular.